# Henri Narcisse Vigreux
Henri Narcisse Vigreux (* 16. Dezember 1869 in Parly; † 25. Oktober 1951 ebenda) war ein französischer Glasbläser, der durch die von ihm 1904 beschriebene und heute allgemein verbreitete Vigreux-Kolonne Bekanntheit erlangte. 

## Leben
Vigreux war Lehrer für Glasbläserei an der École municipale de physique et de chimie industrielles. Vigreux wurde für seine überragenden Leistungen mehrfach ausgezeichnet und 1925 zum Ritter der Ehrenlegion ernannt.